# Rissoina hannai
Rissoina hannai är en snäckart som beskrevs av A. G. Smith och Gordon 1948. Rissoina hannai ingår i släktet Rissoina och familjen Rissoidae. Inga underarter finns listade i Catalogue of Life.